# Blizzard Entertainment
Blizzard Entertainment é uma editora e desenvolvedora de videojogos americana tendo sua sede na cidade de Irvine, California. A companhia é uma subsidiária da Activision Blizzard e foi fundada em 8 de fevereiro de 1991, sob o nome de Silicon & Synapse, por Michael Morhaime, Frank Pearce e Allen Adham.
Originalmente, a empresa se concentrava em criar jogos para outros estúdios antes de começar o desenvolvimento do seu próprio software no ano de 1993, com jogos como Blackthorne, The Death and Return of Superman, Rock n 'Roll Racing e The Lost Vikings. Em 1993, a empresa se tornou a Chaos Studios, porém mudou de nome para Blizzard Entertainment em 1994, depois de ser adquirida pela distribuidora Davidson & Associates.
Em 2022 a empresa é composta por mais de 5.250 profissionais, entre designers, produtores, programadores, artistas, e engenheiros de som.

## Estrutura de Desenvolvimento
A Blizzard Entertainment consiste em um estúdio de desenvolvimento de jogos abrigado em Irvine, Califórnia, onde foram divididos em 5 equipes diferentes, denominados Team 1, Team 2, Team 3, Team 4 e Team 5.

### Team 1
Blizzard-Team 1 (também chamado simplesmente de Team 1) foi a principal e mais antiga subsidiária de desenvolvimento da Blizzard Entertainment, fundada em 1994. São os responsáveis por ter criado StarCraft, StarCraft II, junto de todas as suas expansões. Os trabalhos mais recentes do estúdio foram Heroes of the Storm, StarCraft: Remastered e Warcraft III: Reforged.
Originalmente, a Blizzard não trabalha em equipes, com todos os seus jogos sendo projetos unicamente em sua matriz, mas a empresa sentiu que necessitava de uma mudança ao desenvolver o próximo StarCraft II. Com isso, separou-se em Team 1 e Team 2, onde a primeira cuida se jogos do gênero de RTS e MOBA. Com isso, a Team 2 ficou responsável com o gênero de MMO.
Em 2017, a Team 1 criou um novo time responsável de cuidar de remasterizações e recriações de jogos antigos da empresa, com seu primeiro trabalho sendo StarCraft: Remastered, muito bem aceito pela crítica e jogadores. Em 2020, a Team 1 lançou Warcraft III: Reforged, que recebeu duras críticas negativas, sendo o pior jogo já lançado pela Blizzard em termos de notas. Devido a isso, em 2021, a Blizzard Entertainment escolheu por encerrar o Team 1 por completo, demitindo seus mais de 300 funcionários que trabalhavam na subsidiária.

### Team 2
Blizzard-Team 2 (também chamado simplesmente de Team 2) é o segundo estúdio de desenvolvimento interno da Blizzard Entertainment, responsável principalmente pela franquia Warcraft, mas principalmente responsável pela administração e criação de jogos eletrônicos do gênero MMO, com seu maior destaque sendo o World of Warcraft de 2004. Sua concretização foi realizada em 1995, logo após o Team 1 ter assumido a liderança na franquia StarCraft.
A Team 2 cuida de todo o suporte, bem como os pacotes de expansão e conteúdos de World of Warcraft, e em 2019 lançou World of Warcraft Classic. Em novembro de 2018, ela consistia de 100–300 funcionários.
Em fevereiro de 2019, após uma rodada de demissões na Activision Blizzard, foi anunciado que a Team 2 seria expandida.

### Team 3
Blizzard South (também chamado simplesmente de Team 3) é o terceiro estúdio de desenvolvimento inteiro da Blizzard Entertainment, conhecidos unicamente por desenvolver e projetar jogos da franquia Diablo. Foram formados em 2005, após o anúncio que a Blizzard North, a produtora original de Diablo e Diablo II, seria desligada. Na época, o estúdio estava começando o desenvolvimento de Diablo III, mas acabou por ser cancelado.
Alguns funcionários da Blizzard North, incluindo Eric Sexton, Michio Okamura e Steven Woo, se organizaram para lançar uma nova empresa, a Hyboreal Games. Apenas alguns se juntaram ao Team 3 no desenvolvimento da versão final de Diablo III, lançado em 2012.
Após o lançamento de Diablo III, a Team 3 ficou responsável por criar seu suporte de atualizações, bem como as expansões, como Diablo III: Reaper of Souls. A segunda expansão seria Diablo 3: The King in the North, mas que acabou sendo cancelada em 2015. Na época, o estúdio abrigava 400 funcionários.
Com o cancelamento de The King in the North, a Team 3 foi dividida em duas equipes. Alguns deixaram a Blizzard, alguns foram transferidos para trabalhar no World of Warcraft ou no nascente Overwatch, e alguns permaneceram para trabalhar em patches para o Diablo III, enquanto planejavam o Diablo IV. Isso resultou no Project Hades, o protótipo original de Diablo IV, cancelado em 2017.
Durante a BlizzCon 2019, a Team 3 anunciou oficialmente o Diablo IV. Uma outra equipe dentro do estúdio também assumiu a responsabilidade de criar um remake do Diablo II, projetado originalmente pela Team 1. Em 2021, com o encerramento da Team 1, a produção passou para a Vicarious Visions.

### Team 4
Blizzard-Team 4 (também chamado simplesmente de Team 4) é o quarto estúdio de desenvolvimento interno da Blizzard Entertainment, fundado originalmente em 2007 para criar a nova entrada de MMO da empresa, que tinha objetivo de substituir World of Warcraft, com isso, passaram 7 anos desenvolvendo o cancelado Project Titan.
Embora o Team 4 tenha crescido em membros com o passar dos anos, o Project Titan em si não estava se dando bem. O jogo foi oficialmente cancelado em 23 de setembro de 2014. No verão de 2013, um pequeno grupo central começou a trabalhar em uma nova ideia, que se tornaria Overwatch.
O tamanho da equipe flutuou ao longo do desenvolvimento do Overwatch, variando de cerca de 40~75 desenvolvedores, o número que eles tinham no lançamento do beta. Perto do lançamento, a equipe de áudio foi contratada em tempo integral, assim como uma equipe de automação, que manteve o beta estável. Em 2016, com o lançamento oficial do jogo, eles informaram que haviam 100 desenvolvedores.
Durante a BlizzCon 2019, a Team 4 anunciou oficialmente o Overwatch 2. Um pouco antes disso, em fevereiro de 2019, após uma rodada de demissões na Activision Blizzard, foi anunciado que a equipe seria expandida.

### Team 5
Blizzard-Team 5 (também chamado simplesmente de Team 5) é o quinto e último estúdio de desenvolvimento interno da Blizzard Entertainment. Foram formados em 2012, e são os criadores e responsáveis pelo jogo de cartas da empresa, Hearthstone.
Para a maior parte do desenvolvimento original do jogo, a equipe era composta por apenas 15 "ninjas hard-core", mas no meio do beta do jogo em novembro de 2013 começou a crescer. Os próximos meses viram o recrutamento de vários membros adicionais, e a equipe continuou a crescer desde então.
Em junho de 2015, a equipe contava com 44 membros; em janeiro de 2016, esse número havia crescido para "cerca de 50 pessoas". Em setembro de 2016, havia "mais de 70" pessoas na equipe. Depois de quase dobrar de tamanho a cada ano desde o lançamento do jogo, Ben Brode declarou em janeiro de 2017 que espera que a equipe continue a crescer, tornando-se "significativamente maior" nos próximos anos.
A Team 5 é responsável por todo o design de Hearthstone e pelo desenvolvimento em andamento ao longo dos anos.

## Brasil
Em abril de 2010 a empresa anunciou oficialmente a abertura de um escritório no país. O site da Blizzard é localizado em 3 regiões (a América e Oceania como uma região, a Europa, e a Ásia) com os seguintes idiomas: Inglês (EUA), Espanhol (MEX), Inglês (GB), Alemão, Francês (EU), Italiano, Espanhol (Espanha), Português (Brasil), Russo, Coreano e Chinês (Taiwan).  Para mais informações acesse ao site da blizzard.

## Lista de títulos
| Nome do Jogo                                                | Ano de lançamento | Gênero                          |
| ----------------------------------------------------------- | ----------------- | ------------------------------- |
| RPM Racing                                                  | 1991              | Jogo de Corrida                 |
| Battle Chess (Windows e Commodore 64 portas)                | 1992              | Jogo de Xadrez                  |
| Battle Chess II: Chinese Chess (Amiga port)                 | 1992              | Jogo de Xadrez                  |
| J.R.R. Tolkien's The Lord of the Rings, Vol. I (Amiga port) | 1992              | Jogo de Role-playing            |
| Castles (Amiga port)                                        | 1992              | Jogo de Estratégia              |
| MicroLeague Baseball (Amiga port)                           | 1992              | Jogo de Esporte                 |
| Lexie-Cross (Macintosh port)                                | 1992              | Quebra-cabeças                  |
| Dvorak on Typing (Macintosh port)                           | 1992              | Jogos Educacionais              |
| The Lost Vikings                                            | 1992              | Side-scrolling                  |
| Rock N' Roll Racing                                         | 1993              | Jogo de Corrida                 |
| Shanghai II: Dragon's Eye                                   | 1994              | Mahjong Solitaire               |
| Blackthorne                                                 | 1994              | Jogo de Plataforma              |
| The Death and Return of Superman                            | 1994              | Side-scrolling                  |
| Warcraft: Orcs & Humans                                     | 1994              | Estratégia em tempo real (RTS)  |
| The Lost Vikings II                                         | 1995              | Side-scrolling                  |
| Justice League Task Force                                   | 1995              | Jogo de Luta                    |
| WarCraft II: Tides of Darkness                              | 1995              | Estratégia em tempo real (RTS)  |
| Warcraft II: Beyond the Dark Portal                         | 1996              | Pacote de Expansão              |
| Diablo                                                      | 1996              | RPG eletrônico                  |
| Warcraft Adventures: Lord of the Clans                      | Cancelado         | Jogo de Aventura                |
| StarCraft                                                   | 1998              | Estratégia em tempo real (RTS)  |
| StarCraft: Brood War                                        | 1998              | Pacote de Expansão              |
| Warcraft II: Battle.net Edition                             | 1999              | Estratégia em tempo real (RTS)  |
| Diablo II                                                   | 2000              | RPG eletrônico                  |
| Diablo II: Lord of Destruction                              | 2001              | Pacote de Expansão              |
| Warcraft III: Reign of Chaos                                | 2002              | Estratégia em tempo real (RTS)  |
| Warcraft III: The Frozen Throne                             | 2003              | Pacote de Expansão              |
| World of Warcraft                                           | 2004              | MMORPG                          |
| StarCraft: Ghost                                            | Cancelado         | Jogo de Tiro em Terceira Pessoa |
| World of Warcraft: The Burning Crusade                      | 2007              | Pacote de Expansão              |
| World of Warcraft: Wrath of the Lich King                   | 2008              | Pacote de Expansão              |
| StarCraft II: Wings of Liberty                              | 2010              | Estratégia em tempo real (RTS)  |
| World of Warcraft: Cataclysm                                | 2010              | Pacote de Expansão              |
| Diablo III                                                  | 2012              | ARPG                            |
| World of Warcraft: Mists of Pandaria                        | 2012              | Pacote de Expansão              |
| StarCraft II: Heart of the Swarm                            | 2013              | Pacote de Expansão              |
| Hearthstone: Heroes of Warcraft                             | 2014              | Jogo de cartas                  |
| Diablo III: Reaper of Souls                                 | 2014              | Pacote de Expansão              |
| World of Warcraft: Warlords of Draenor                      | 2014              | Pacote de Expansão              |
| Heroes of the Storm                                         | 2015              | Multiplayer online battle arena |
| StarCraft II: Legacy of the Void                            | 2015              | Pacote de Expansão              |
| Overwatch                                                   | 2016              | Tiro em primeira pessoa         |
| World of Warcraft: Legion                                   | 2016              | Pacote de Expansão              |
| World of Warcraft: Battle for Azeroth                       | 2018              | Pacote de Expansão              |
| Diablo II: Resurrected                                      | 2021              | Remaster do Diablo II           |
| Diablo Immortal                                             | 2022              | RPG mobile de ação              |
| Diablo IV                                                   | 2023              | RPG de ação                     |
| Overwatch 2                                                 | 2022              | Tiro em primeira pessoa         |

## WarCraft: Orcs and Humans
Em 1994, ano de sua fundação, a Blizzard lancou o jogo WarCraft: Orcs & Humans. Esse jogo deu início a série WarCraft de jogos RTS (Real Time Strategy - Estrategia de Tempo Real) ambientados em um mundo de fantasia, onde os jogadores podiam jogar controlando unidades humanas ou orcs. Esse jogo ganhou várias premiações, como o 1995 Innovations Award - Consumer Electronics Show e o Strategy Game of the Year runner-up - PC Gamer.

## WarCraft II: Tides of Darkness
No ano de 1996 lançou o WarCraft II: Tides of Darkness. Usando a mesma temática de seu antecessor, o segundo jogo da série melhorou a qualidade dos gráficos, sons e jogabilidade em relação ao WarCraft: Orcs and Humans. Possuía também novas unidades, que adicionaram uma nova gama de estratégias disponíveis para os jogadores. Esse foi outro jogo que ganhou várias premiações, entre elas 1996 Innovations Award - Consumer Electronics Show e Number-one selling entertainment CD-ROM of 1996 - PC Data.

## Diablo
1997 foi o ano de lançamento de Diablo. Já no lançamento o jogo ficou em 1º lugar nos mais vendidos, e mais tarde foi nomeado o Jogo do Ano. Diablo é um jogo de RPG, no qual se cria um personagem e com esse personagem ia se descendo nos calabouços de uma antiga igreja até chegar no próprio inferno para derrotar o vilão Diablo.

## StarCraft
Em 1998, a Blizzard lançou StarCraft. Assim como os jogos da série WarCraft, StarCraft é um jogo de estratégia em tempo real (RTS), porém ambientado em um cenário futurista. O jogador assume o papel de comandante de uma das três raças disponíveis: Terran, Zerg ou Protoss. O grande avanço em relação a série WarCraft foi a grande diferenciação entre as raças disponíveis, porém mantendo o equilíbrio de forças entre elas. Em 1998 ela lançou um pacote de expansão para o StarCraft, o StarCraft: Brood War, que adicionou novas unidades para os jogadores controlarem e novas missões para serem executadas.
Outro ponto forte do StartCraft (reforçado com o seu pacote de expansão) é o seu aspecto de multijogador. Com isso o jogo ganhou um grande valor de re-jogabilidade, já que mesmo depois de terem jogados todas as missões existentes, as pessoas podiam se enfrentar em batalhas, ou se aliarem para enfrentar oponentes (outros jogadores ou o computador). Esse ponto forte de multijogador foi o principal fator que levou o StarCraft a ser usado como um jogo de competições. StarCraft é até hoje disputado em torneios mundiais como o WCG (World Cyber Games).
O jogo se tornou um sucesso mundial, principalmente na Coreia do Sul, abrindo um novo mercado de "esportes eletrônicos". Um torneio sul-coreano de Starcraft conseguiu reunir 100 mil espectadores em um estádio para assistir as finais, e o game até hoje conta com vários canais de televisão locais dedicados a narrações, replays, entrevistas e todo cenário competitivo de Starcraft.

## Diablo II
Em 2000 foi lançada a tão esperada seqüência para o jogo de 1997: Diablo II. Expandindo o universo de Diablo, esse título estabeleceu um novo recorde para bestsellers (os mais vendidos). Em 2001 a Blizzard lançou a expansão Diablo II: Lord of Destruction adicionando mais conteúdo ao jogo Diablo II.

## WarCraft III: Reign of Chaos
Em 2002 WarCraft III: Reign of Chaos foi lançado, mais um jogo da série WarCraft. Nesse título estão presentes também, além dos humanos e orcs já existentes no universo de WarCraft, elfos e mortos-vivos. Esse título deu uma nova perspectiva para a série, sendo o 1º jogo de estratégia em tempo real da Blizzard em 3D. Como de praxe da empresa, WarCraft III também ganhou um pacote de expansão: WarCraft III: The Frozen Throne, no ano de 2003.

## World of Warcraft
MMORPG lançado em 23 de novembro de 2004. Até o fim de Outubro de 2010 foram registrados cerca de 12 milhões de jogadores, com isso o jogo se tornou líder mundial em quantidade de jogadores inscritos. No ano de 2010, perto do lançamento da sua expansão "Cataclysm", foram registrados mais de 12 milhões de jogadores (dados divulgados pela empresa em 7 de Outubro de 2010).
A expansão "Cataclysm", vendeu 4,7 milhões de cópias em um mês. De acordo com a Blizzard, produtora do game, trata-se do novo recorde de vendas em um mês para um jogo de PC. "Cataclysm" já havia sido consagrado o game para computador com a comercialização mais rápida da história: 3,3 milhões de cópias nas primeiras 24 horas, superando a versão anterior de WoW, que detinham o recorde. Anunciado no dia 10 de Janeiro de 2011. World of Warcraft foi lançado ainda em 2011 totalmente traduzido para o Português do Brasil, com um preço de mensalidade de R$ 28,90 e com servidores para os brasileiros. Consulte mais nesta página.

## StarCraft II: Wings of Liberty
No dia 27 de julho de 2010 foi o lançamento mundial do jogo, inclusive no Brasil totalmente dublado e com legendas em Português do Brasil, StarCraft II: Wings of Liberty é uma sequência do popular jogo de estratégia em tempo real StarCraft.

## Battle.net
A Blizzard também oferece o serviço Battle.net, onde os jogadores de seus títulos podem organizar partidas multiplayers pela internet em um servidor provido pela empresa, sem custos adicionais.